# Clorură de tionil
Clorura de tionil este un compus anorganic cu formula chimică SOCl2. Este un lichid incolor moderat volatil, cu un miros neplăcut acru. Clorura de tionil este utilizată în principal ca reactiv de clorurare, cu aproximativ 45.000 de tone (adică 50.000 de tone scurte) produse pe an la începutul anilor 1990. Este toxică, reacționează cu apa și este inclusă și în Convenția privind Interzicerea Armelor Chimice, deoarece ea poate fi utilizată pentru producerea de arme chimice.